# Gåvsta
Gåvsta est une localité de Suède dans la commune d'Uppsala située dans le comté d'Uppsala.
Sa population était de 552 habitants en 2019.

## Démographie
| 1970 | 1975 | 1980 | 1990 | 1995 | 2000 | 2005 | 2010 | 2015 |
| ---- | ---- | ---- | ---- | ---- | ---- | ---- | ---- | ---- |
| 245  | 229  | 216  | 355  | 385  | 401  | 398  | 549  | 539  |

| 2020 | - | - | - | - | - | - | - | - |
| ---- | - | - | - | - | - | - | - | - |
| 544  | - | - | - | - | - | - | - | - |

## Lieux et monuments
- Église de Rasbo.